# Marie-France Roussel
Marie-France Roussel est une chanteuse et productrice française. Elle est notamment connue  pour sa chanson A Pearl-Harbour, composée par André Georget et Pierre Grosz en 1975.

## Biographie
Elle a interprété Madame Thénardier dans la comédie musicale Les Misérables en 1980. Elle a chanté dans des publicités pour Narta, Gervais ou encore Jockey dans les années 1980. En 1983 elle a chanté et joué le personnage Carabosse/la directrice dans le conte/comédie musicale Abbacadabra, notamment dans l'épisode "Lâchez mes cassettes". 
Actuellement, elle est professeure dans une école de jazz à Paris.